# 4793 Slessor
A 4793 Slessor (ideiglenes jelöléssel (4793) 1988 RR4) a Naprendszer kisbolygóövében található aszteroida. Henri Debehogne fedezte fel 1988. szeptember 1-jén.